# Giovanni Battista da Vercelli

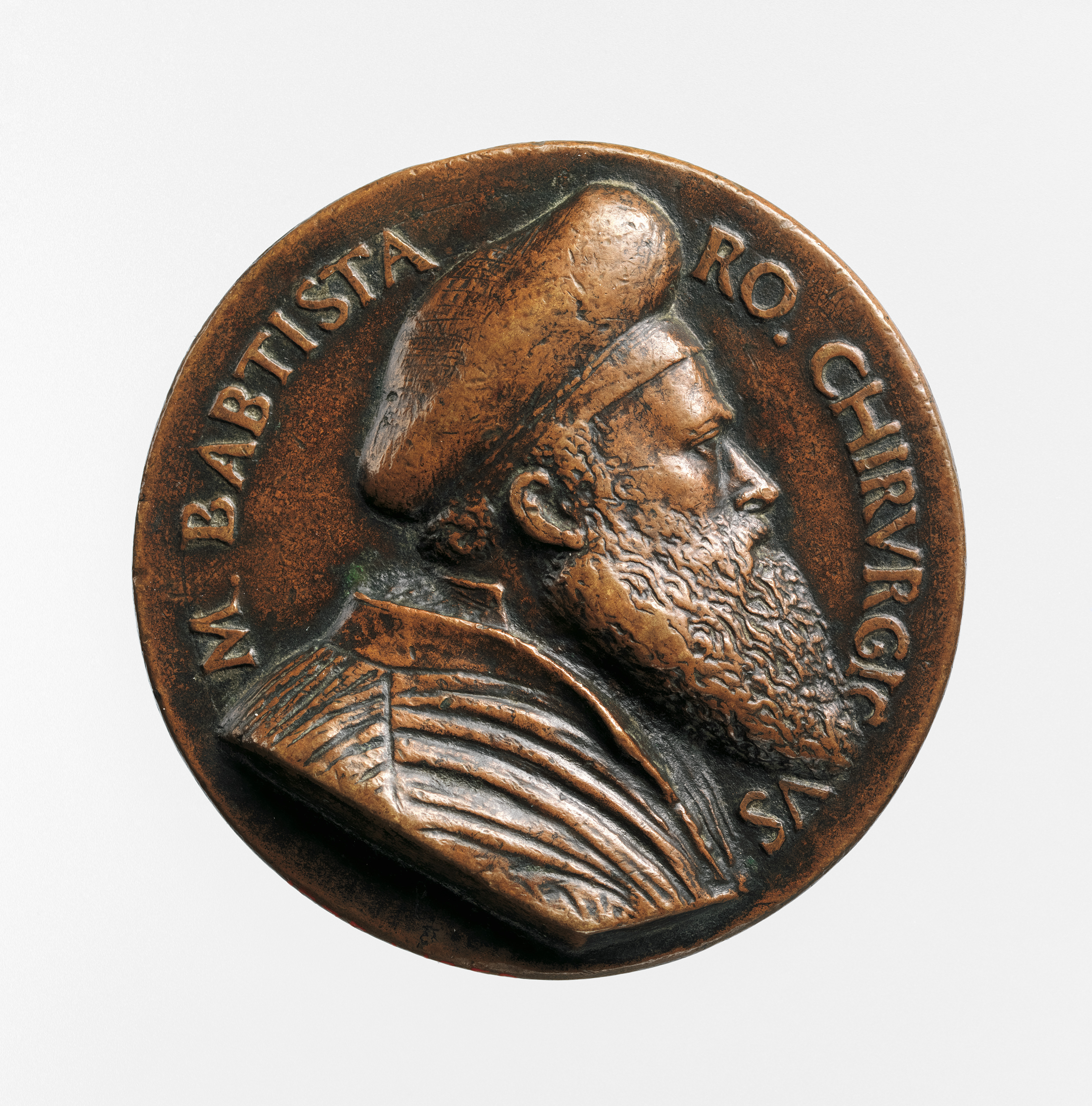
Medaglia di Giovanni Battista della Rovere chirurgo, recto

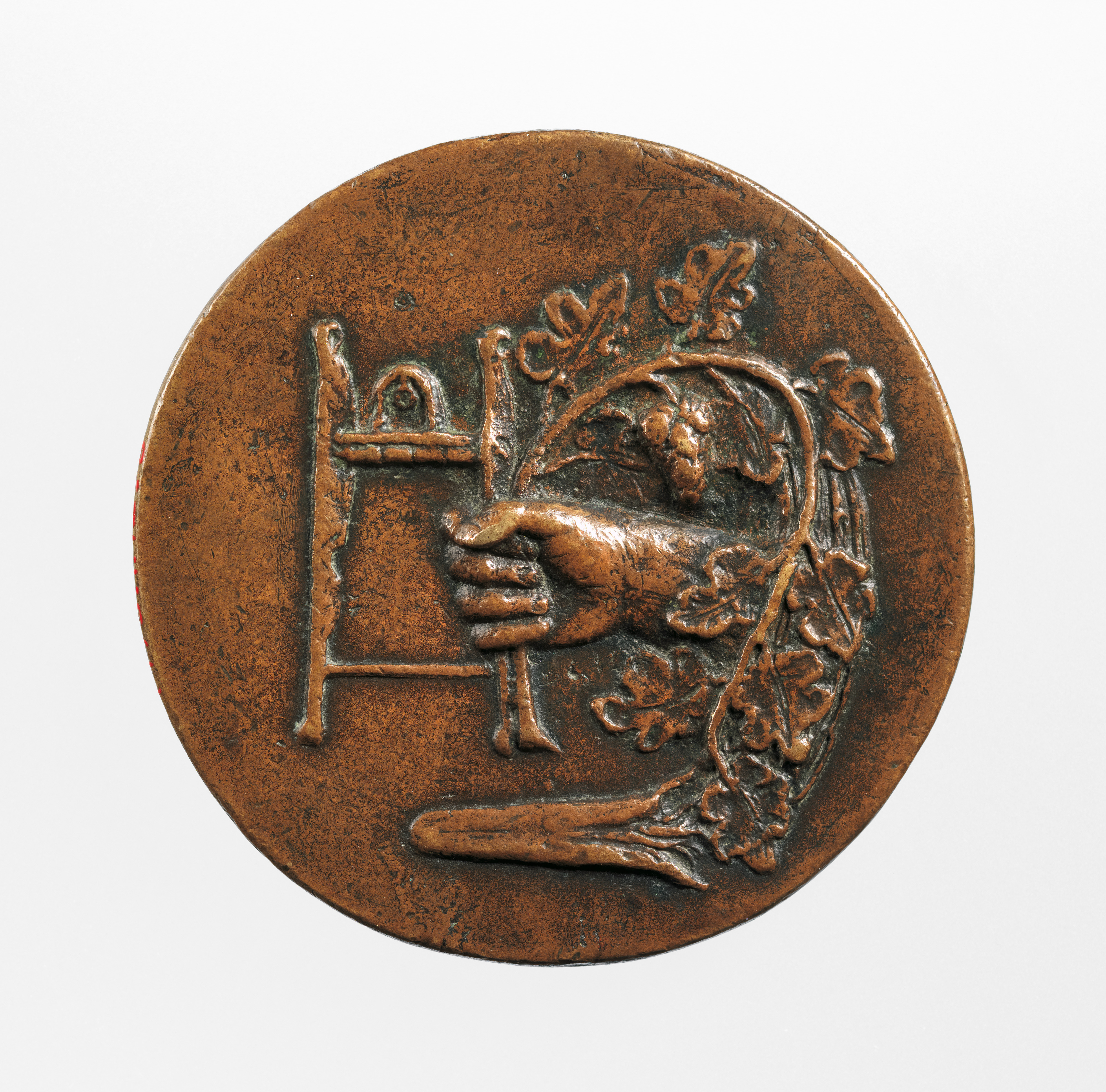
Verso

Giovanni Battista da Vercelli (Vercelli, tra il 1463 e il 1468 – Roma, 27 giugno 1516) è stato un medico e chirurgo italiano.

## Biografia
Mosse i primi passi come chirurgo in campo militare, poi si laureò all'Università di Padova e nel 1467 si iscrisse al Collegio dei chirurghi di Venezia, dove nel 1502 fu nominato cavaliere di San Marco. Nel 1508 tuttavia fu condannato a due anni di reclusione per una fallita operazione di estrazione della pietra della follia e per aver ucciso, in seguito a una contesa sfociata in rissa, il collega Girolamo da Verona, e bandito dalla città lagunare. Non è chiaro se scontò anche la pena reclusiva o meno, ma il bando venne comunque rimosso anni dopo per interessamento di Leone X.
Riparò a Siena, dove divenne amico e medico personale del Magnifico Pandolfo Petrucci, acquisendo grandissima fama come chirurgo e come guaritore della sifilide. Nel 1513 fu a Napoli, poi a Roma dove curò il cardinale Giulio de' Medici. Andò a Roma protetto cardinale Alfonso Petrucci e cercò di diventare il medico personale di papa Leone X Medici. Perse le speranze e recatosi a Firenze, nel 1516 venne fatto il suo nome nella congiura per avvelenare il papa, ordita dal cardinale Petrucci che voleva vendicare l'estromissione di suo fratello Borghese dal governo di Siena in favore del cugino vescovo Raffaele Petrucci. Sia il cardinale che il medico, nel frattempo ricondotto a Roma, vennero arrestati a condannati a morte: Giovanni Battista, dopo aver confessato sotto tortura, venne impiccato e squartato, nonostante ci fossero stati anche molti testimoni che sostennero la sua innocenza.
A volte gli viene attribuito il cognome "della Rovere", forse concesso da un suo illustre paziente, forse per storpiatura di un cognome come "di Vieri" o simile. Un ramo di rovere compare su una medaglia che gli avrebbe coniato la Repubblica di Siena al culmine della sua notorietà.